# Caroline av Waldeck-Pyrmont

Caroline Louise von Waldeck,1748-1782 - Nationalmuseum - 15875

Caroline av Waldeck-Pyrmont, född 14 augusti 1748, död 18 augusti 1782, var en hertiginna av Kurland, gift 15 oktober 1765 med hertig Peter von Biron av Kurland. 
Hon var dotter till furst Karl August av Waldeck-Pyrmont och Christiane Henriette av Birkenfeld-Bischweiler. Äktenskapet var barnlöst. Peter ska ha utsatt henne för misshandel när han var berusad, och deras förhållande var olyckligt. De skildes 15 maj 1772.